# Relaciones entre Argentina y Catar
Las relaciones entre Argentina y Catar son las relaciones bilaterales entre estos dos países.

## Historia

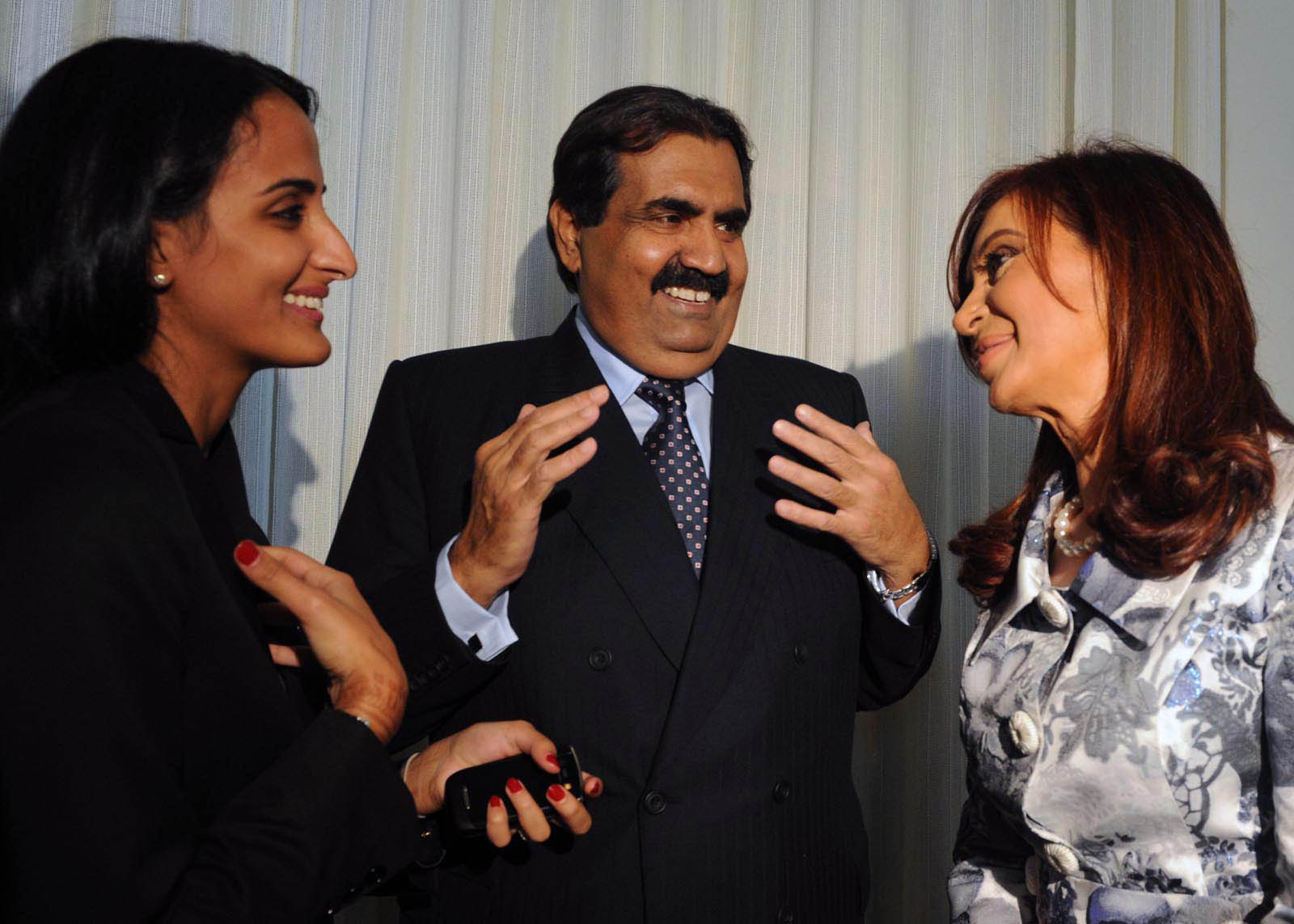
Cristina Fernández de Kirchner y Hamad bin Jalifa Al Thani en Nueva York en 2010.

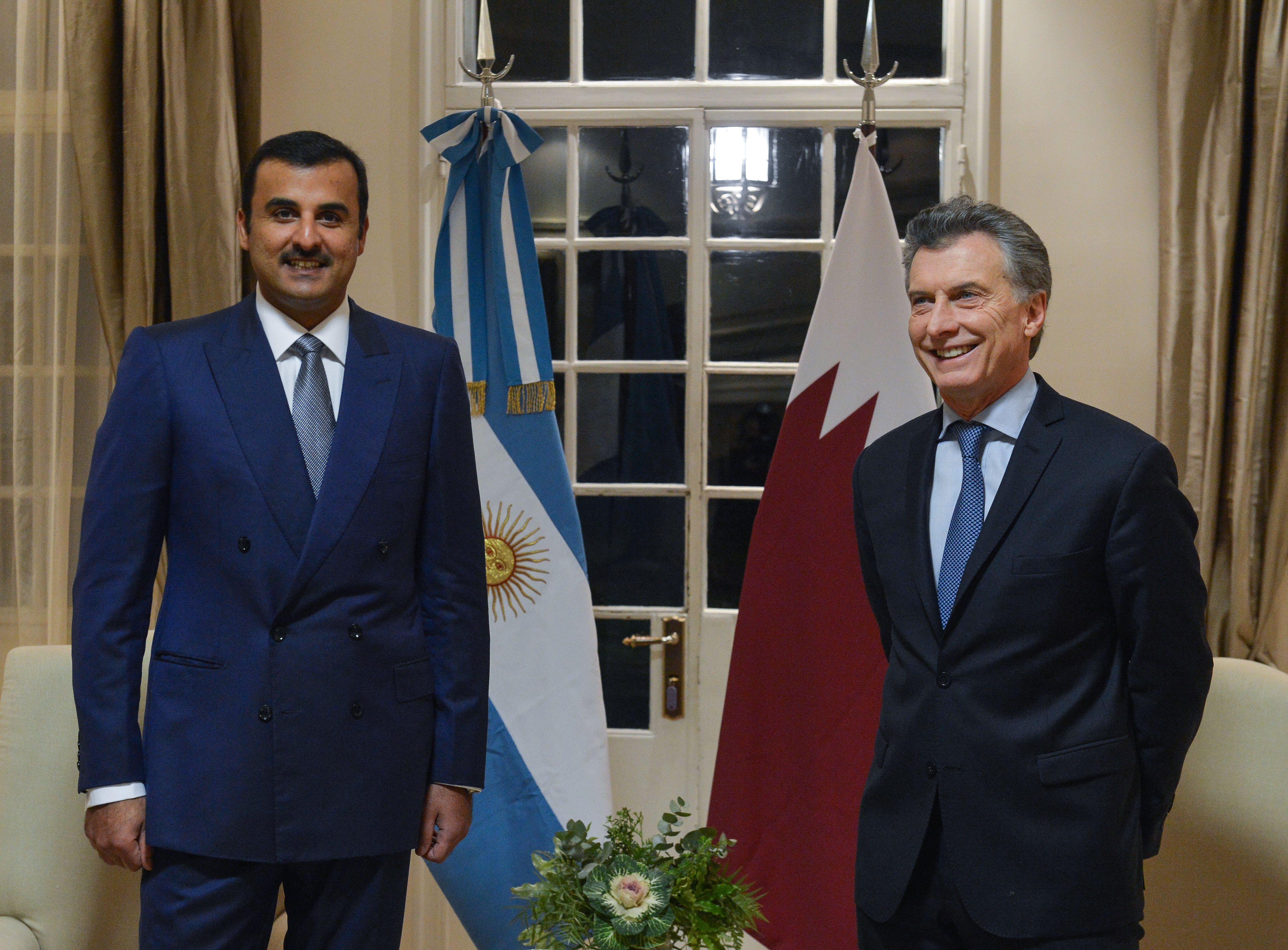
Mauricio Macri y Tamim bin Hamad Al Thani en la Quinta de Olivos en julio de 2016.

Catar y Argentina comparten intereses comunes. Argentina reconoció el Estado de Palestina y bajo los auspicios de Catar en 2013 aceptó refugiados sirios y palestinos en su territorio. Ese mismo año y luego de años de problemas administrativos, la Argentina abrió su representación diplomática en Doha y el gobierno de Cristina Fernández de Kirchner envió a su primer embajadora, Rossana Cecilia Surballe, al tiempo que Catar enviaba su primer embajador. Para entonces, hubo algunas inversiones de Catar en el sector agrícola en Argentina, que también buscaba inversiones en proyectos de energía hidroeléctrica.
En febrero de 2016, el ministro de turismo argentino, Gustavo Santos, se reunió con el embajador catarí Fahad Ibrahim Al-Mana para lograr acuerdos que permitan a los argentinos utilizar los servicios del Aeropuerto Internacional Hamad de Doha, como hub para los vuelos hacia Asia, y el ingreso al mercado argentino de Qatar Airways.
En julio de mismo año, el presidente argentino Mauricio Macri y el Emir de Catar Tamim bin Hamad Al Thani se reunieron en Buenos Aires. Allí, el emir declaró su interés en aumentar las relaciones con la Argentina, especialmente en temas de economía e inversiones. Tras conversaciones oficiales, se firmaron memorandos de entendimiento en temas de justicia y formación diplomática. También se acordaron consultas políticas entre los ministerios de relaciones exteriores Susana Malcorra y Mohammed bin Abdulrahman Al Thani. Meses después, en septiembre, Macri retribuyó la visita. La causa por Memorándum Argentina-Catar es una causa judicial argentina, a raíz de la firma de un memorándum de entendimiento con Catar. La causa está a cargo del juez Rafecas y de la fiscal Paloma Ochoa, por el acuerdo por 1300 millones de dólares. En la causa se encuentran imputados el presidente argentino Mauricio Macri, la vicrepresidente Gabriela Michetti,[1] el extitular del Fondo de Garantía de sustentabilidad de la Anses, Luis María Blaquier; la canciller Susana Malcorra; el titular de la Anses, Emilio Basavilbaso; el secretario de Presidencia Mario Quintana; el presidente de YPF, Miguel Gutiérrez; el director general de Relaciones Internacionales del Senado, José Ortiz Amaya; la embajadora argentina en Doha, Rossana Cecilia Surballey; y el extenista Gastón Gaudio por los delitos de estafas y defraudaciones, administración fraudulenta, y negociaciones incompatibles con el ejercicio de funciones públicas.
El 6 de noviembre de ese año la vicepresidenta argentina Gabriela Michetti y el ministro de economía catarí Ahmed bin Jassim Al Thani firmaron en Catar un acuerdo para crear un fondo argentino-catarí por mil millones de dólares estadounidenses para obras de infraestructura en Argentina. Alí se firmó un tratado de promoción y protección recíproca de inversiones, siendo el primero de su tipo entre Catar y un país de América Latina.
El 30 de diciembre de 2016 el presidente Mauricio Macri y Gabriela Michetti, así como otros funcionarios del gobierno argentino, fueron imputados por la fiscal Paloma Ochoa por la eventual comisión de los delitos de otorgamiento de actos irregulares o indebidos, estafas y defraudaciones (artículo 174 inciso 5 del Código Penal), administración fraudulenta (artículo 173 inciso 7º del Código Penal) y negociaciones incompatibles con el ejercicio de funciones públicas (artículo 265 del Código Penal) en perjuicio al erario público, como partícipes de la firma del Memorándum con Catar de noviembre de 2016, creando un fondo de inversión por 1.300 millones de dólares estadounidenses, con una «estructura offshore», para la administración del Fondo de Garantía de Sustentabilidad de la ANSES. El juez que dirige la investigación es Daniel Rafecas.

## Comercio
Argentina y Catar una larga historia de relaciones económicas. Argentina está tratando de establecer una nueva terminal de gas natural de apoyo de Catar. El comercio de Catar hacia la Argentina aumentó en un 150% entre 2012 y 2013, desde 1,46 miles de millones de riales cataríes (400 millones de dólares estadounidenses), a 3,64 miles de millones de riales cataríes (999 millones de dólares estadounidenses). La exportación argentina es principalmente de alimentos y bebidas, mientras que Catar exporta petróleo y gas natural. También hay empresas argentinas que se dedican a la parquización en Catar, llevando árboles argentinos.

## Inmigración
El censo catarí de 2024 registró 530 argentinos viviendo en Catar. La mayoría de ellos eran pilotos o asistentes de vuelo de Qatar Airways. Otros eran ingenieros en petróleo, hoteleros, médicos, abogados, arquitectos, chefs y veterinarios.

## Misiones diplomáticas residentes
- Argentina tiene una embajada en Doha.[14]
- Catar tiene una embajada en Buenos Aires.[15]

## Galería

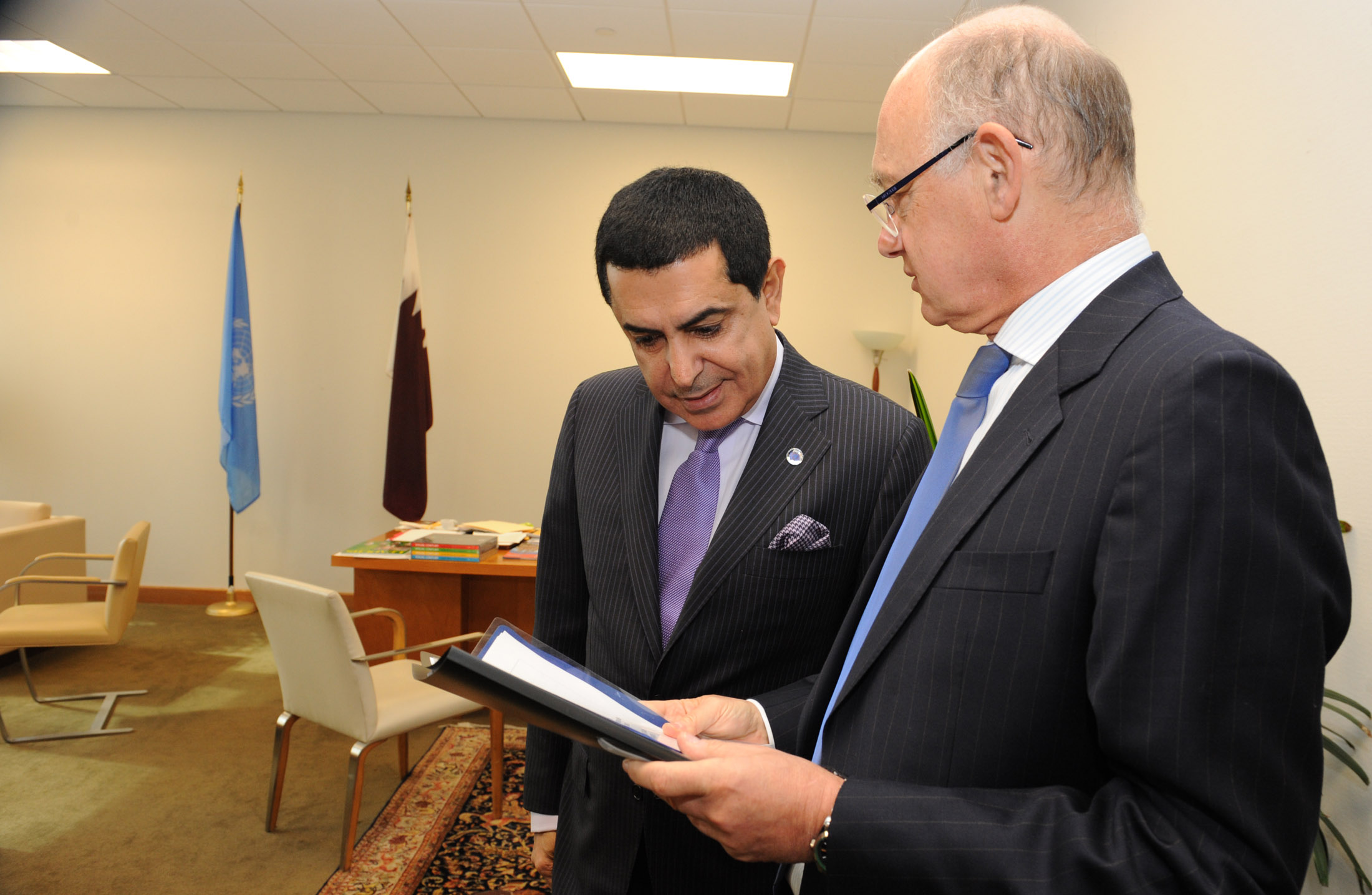
Héctor Timerman presentando ante Nassir Abdulaziz Al-Nasser una denuncia por la militarización del Atlántico Sur hecha por el Reino Unido en Malvinas.
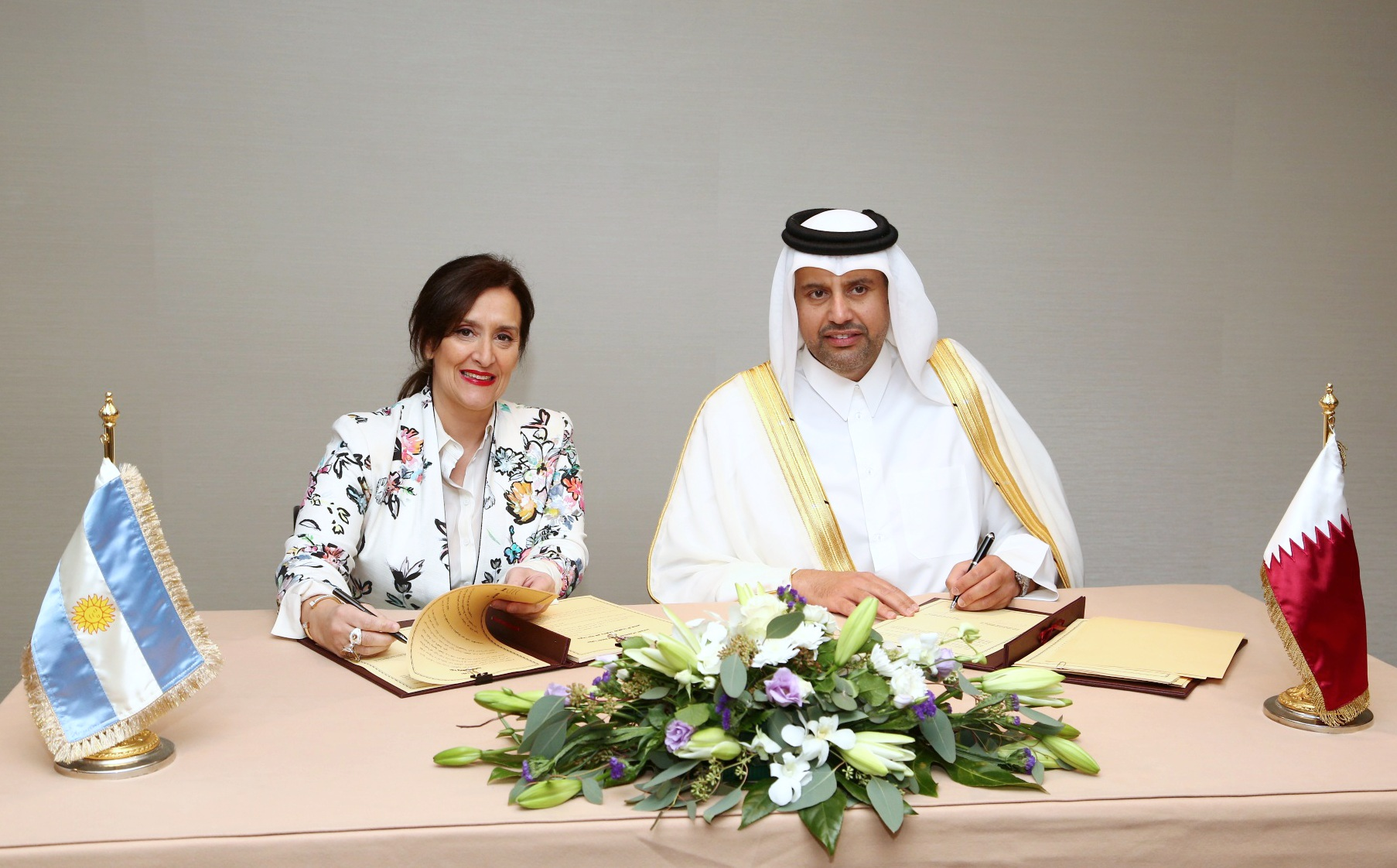
Gabriela Michetti firmando un acuerdo para inversiones en Argentina con Ahmed bin Jassim Al Thani.